# Корше (гмина)
Корше (пол. Korsze) — городско-сельская гмина (волость) в Польше, входит как административная единица в Кентшинский повет, Варминьско-Мазурское воеводство. Население — 10 738 человек (на 2004 год).

## Демография
| Перепись                       | Всего   | Всего | Женщины | Женщины | Мужчины | Мужчины |
| ------------------------------ | ------- | ----- | ------- | ------- | ------- | ------- |
| Единицы                        | человек | %     | человек | %       | человек | %       |
| Население                      | 10 738  | 100   | 5349    | 49,8    | 5389    | 50,2    |
| Плотность населения (чел./км²) | 43      | 43    | 21,4    | 21,4    | 21,6    | 21,6    |

## Сельские округа
1. Бабенец
2. Блогошево
3. Быково
4. Длужец-Вельки
5. Гарбно
6. Гудники
7. Гудзики
8. Калвонги
9. Каршево
10. Красково
11. Ланкеймы
12. Парыс
13. Пясковец
14. Плутники
15. Подлехы
16. Просна
17. Садуны
18. Сайна-Велька
19. Сонточно
20. Сусник
21. Толкины

## Поселения
1. Блускаймы-Мале
2. Блускаймы-Вельке
3. Хмельник
4. Длуги-Лясек
5. Длужец-Малы
6. Дублины
7. Дзержонжник
8. Дзиковизна
9. Гелпш
10. Глитайны
11. Гловбиты
12. Гноево
13. Гура
14. Калмы
15. Камень
16. Каскаймы-Мале
17. Ковалево-Дуже
18. Ковалево-Мале
19. Ленкайны
20. Марлуты
21. Нункаймы
22. Ольшинка
23. Подгужин
24. Поляны
25. Помник
26. Рувница-Дольна
27. Рувница-Гурна
28. Сайна-Мала
29. Саркаймы
30. Сонточек
31. Слемпы
32. Старыня
33. Ставница
34. Студзенец
35. Сулики
36. Тшечаки
37. Вандайны
38. Варникаймы
39. Вонгники
40. Ветын
41. Виклево
42. Виклевко
43. Выгода

## Соседние гмины
1. Гмина Барцяны
2. Гмина Биштынек
3. Гмина Кентшин
4. Гмина Решель
5. Гмина Семпополь